# Onychogomphus forcipatus
Onychogomphus forcipatus е вид водно конче от семейство Gomphidae. Видът не е застрашен от изчезване.

## Разпространение
Разпространен е в Австрия, Азербайджан, Албания, Алжир, Армения, Беларус, Белгия, Босна и Херцеговина, България, Германия, Грузия, Гърция (Егейски острови), Дания, Естония, Иран, Испания, Италия (Сицилия), Казахстан, Кипър, Латвия, Литва, Люксембург, Мароко, Нидерландия, Норвегия, Полша, Португалия, Северна Македония, Румъния, Словакия, Словения, Сърбия (Косово), Тунис, Туркменистан, Турция, Украйна (Крим), Унгария, Финландия, Франция, Хърватия, Черна гора, Чехия, Швейцария и Швеция.

## Описание
Популацията на вида е стабилна.